# Podocarpus glaucus
Podocarpus glaucus — вид хвойних рослин родини подокарпових.

## Поширення, екологія
Країни поширення: Індонезія (Молуккські острови, Папуа, Сулавесі); Папуа Нова Гвінея (архіпелаг Бісмарка); Філіппіни; Соломонові Острови. Найчастіше стелиться або утворює чагарники в мохових лісах на гірських хребтах. Іноді росте нижче, в більш високім лісі, де може стати низьким деревом. Його діапазон висот від (600)1000 до 2800 м над рівнем моря. Росте на субстратах від кислих до нейтральних, наприклад, пісковик або карстовий вапняк. Пов'язаний з численними чагарниками, серед яких види Gymnostoma і Rhododendron.

## Використання
Використання не зафіксовано для цього виду.

## Загрози та охорона
Ніяких конкретних загроз виявлено не було для цього виду. Цей вид зустрічається в основному за межами охоронних територій.